# じょりく!
『じょりく!』は、活火秀人による日本の漫画作品。『ナマイキッ!』（竹書房）にて2016年2月号から連載開始。2018年5月号をもって『ナマイキッ!』が休刊。2018年3月26日に『WEBコミックガンマぷらす』がプレ創刊し、プレ創刊時には雑誌に掲載された話の再掲載が行われ、同年5月25日に創刊後は同サイトで配信されている。

## 内容概要
大学の陸上部を舞台にした、お色気要素の多い漫画となっている。また、陸上競技を取り扱った漫画として、コーチの指導や、あるいは指導に伴う思いがけないハプニング等により選手らが成長し、他校の選手との試合や大会で奮闘する姿が描かれている。
なお、作者の活火秀人が中学生時代に陸上部に所属していたことが本作に執筆に繋がったという旨が第一巻の巻末に記載されている。また、中学生時代、作者の中学校では女子陸上部の事を「じょりく」と呼んでいたという。2巻以降、巻末には作者の陸上部時代の思い出を描いた短い漫画が掲載されている。

## あらすじ
元陸上選手の金田武蔵は、オリンピックの候補にも選ばれたことがある優秀な選手だったが、競技に没頭するあまり女性との縁がなかった。武蔵は義姉の金田涼子に呼ばれ、女性に慣れるために涼子が理事長を務める月見大学の女子陸上部のコーチを1年間務める事になった。武蔵は、指導に熱が入るあまり、お色気漫画的な展開になってしまう事も多いが、武蔵の指導によって部員たちは成長し、武蔵を慕うようになっていく。

## 登場人物
金田 武蔵（かねだ むさし）
本作の主人公。元陸上選手。かつてオリンピックの候補にも選ばれたアスリートだったが、ケガで引退した。コーチになった時点で30歳になるが、これまで陸上競技に力を注いできたため女性とまともに話した経験もなく、女性に慣れていない。すぐに妄想を膨らませて顔が赤くなったり、重度の早漏で、刺激を受けるとすぐに射精に至ってしまう。身体能力は現在も健在で、今でも競技を実演すると好記録を叩き出せるが、ケガの影響で1日1度ほどが限界である。筋肉質で、力強い顔をしており、部員に「顔 ゴリラ」と評された事もある。義姉の涼子が女性慣れさせるために月見大学の女子陸上部のコーチに呼んだが、武蔵は陸上競技の指導に力を注ごうと奮闘しており、部員には「暑苦しい」と言われた。
遠野 美咲（とうの みさき）
本作の主要人物。月見学年1年生で女子陸上部の部員。種目は100メートル競走を専門としている。胸が大きいことをコンプレックスとしていて、これが競技の成績にも影響していたが、武蔵の指導で改善する。

## 書誌情報
- 活火秀人『じょりく！』竹書房〈バンブーコミックス〉、既刊8巻（2025年7月16日現在）
  1. 2016年9月17日発売[7]、ISBN 978-4-8019-5632-2
  2. 2017年6月17日発売[8]、ISBN 978-4-8019-5981-1
  3. 2018年4月17日発売[9]、ISBN 978-4-8019-6237-8
  4. 2019年6月14日発売[10]、ISBN 978-4-8019-6637-6
  5. 2020年6月26日発売[11]、ISBN 978-4-8019-6988-9
  6. 2021年9月9日発売[12]、ISBN 978-4-8019-7429-6
  7. 2023年7月14日発売[13]、ISBN 978-4-8019-8097-6
  8. 2025年7月16日発売[14]、ISBN 978-4-8019-8698-5

## 実写映画
2020年7月31日、8月2日、4日、6日に東京の池袋シネマ・ロサで限定公開された。主演は遠野美咲役の西葉瑞希。

### キャスト
- 遠野美咲 - 西葉瑞希[17]
- 金田武蔵 - 河野竜平[17]

メイリ、COCO、東雲うみ、小森ほたる、設楽エリカ、小野春花、小鳥遊くれあ、青山あいり、他

### スタッフ
- 原作 - 活火秀人「じょりく!」[18]
- 監督 - 大橋孝史[18]
- 脚本 - 柳澤誠[18]
- 脚本監修 - 村川康敏[18]
- 主題歌 - 門松良祐「希望の瑞」[5]
- 製作 - 伊藤明博、大橋孝史[18]
- プロデューサー - 若林敦、馬場基晴[18]
- 協力プロデューサー - 岩村修、黒田輝[18]
- 撮影 - 丸山正輔[18]
- 録音 - 内田達也[18]
- 助監督 - 福島翔太[18]
- メイキング - 寺島明智[18]
- 配給 - モバコン[18]